# Richard Treitschke
Ernst Richard Treitschke (* 10. Februar 1811 in Leipzig; † 11. Oktober 1883 in Dresden) war ein deutscher Schriftsteller und Privatgelehrter.
Richard Treitschke war der zweitälteste Sohn des Juristen Georg Carl Treitschke. Seine Vettern waren der Historiker Heinrich von Treitschke und Albert Christian Weinlig, Mediziner und Naturwissenschaftler. Nach dem Studium der Philologie und der Promotion wurde Treitschke Lehrer an der Öffentlichen Handelslehranstalt zu Leipzig (ÖHLA), einer in ihrem Konzept und Durchführung neuartigen und richtungsweisenden Bildungseinrichtung in Sachsen. Der These, dass die Handelsgeschichte nichts anderes sei als die Weltgeschichte selbst, gab Treitschke Impulse durch das Buch Grundriß der allgemeinen Geschichte des Handels in chronologischer Darstellung. Zum Gebrauch der Handelsschulen und zum Selbstunterricht (1852).
Richard Treitschke gab seine Lehrtätigkeit auf, um ganz als Schriftsteller und Journalist zu arbeiten. Zuerst in Leipzig und später in Dresden ließ er sich als Privatgelehrter nieder. Er beschäftigte sich mit den literaturhistorischen Werken von Geschichtswissenschaftlern, Sprachforschern der deutschen Sprache, Dichtern und Schriftstellern mit deren Wirken im In- wie auch im Ausland und machte deren Arbeiten einem breiten Publikum bekannt. Hinzu kamen eigene Werke über weltgeschichtliche und dramaturgische Themen, politische Gedichte und sogenannte Randglossen zu Streit- und Zeitfragen. Wegen seiner unabhängigen, streitbaren und vielseitigen Berichterstattung, u. a. in der Zeit der Deutschen Revolution 1848/49, nannte man ihn einen demokratischen Publizisten.

## Werke
- Neues allgemeine Repertorium der neuesten in- und ausländischen Literatur. In: Aus der Universität. Nachrichten der Universität Leipzig. 1833 (von Richard Treitschke gehaltene Rede als Stipendiat).
- Zur Geschichte der Geschichtswissenschaft im Ausgang des 18. Jahrhunderts. Engelmann, Leipzig 1842.
- Den Fürsten. In: Hermann Marggraff (Hrsg.): Politische Gedichte aus Deutschlands Neuzeit. Von Klopstock bis auf die Gegenwart. Peter, Leipzig 1843, S. 391–393 (Digitalisat von Google Bücher).
- Über den Nationalcharakter der Sachsen. In: Minerva. Ein Journal historischen und politischen Inhalts (1846), S. [?]–414.
- Hubert Languet’s Vindiciae contra tyrannos. Über die gesetzliche Macht des Fürsten über das Volk und des Volkes über die Fürsten. Nach der Ausgabe von 1580 mit einer geschichtlichen Einleitung über das Leben und die Zeit des Verfassers bearbeitet von Richard Treitschke. Barth, Leipzig 1846 (Digitalisat von Google Bücher).
- Drei Politiker des Siebzehnten Jahrhunderts. In: Neue Jahrbücher der Geschichte und Politik. Hinrichsche Buchhandlung, Leipzig 1846.
- Über Jakob Maskov und seine Zeit. In: Allgemeine Zeitschrift für Geschichte 8, 1847, S. 146–184 (Digitalisat von Google Bücher).
- Über Daniel Morhof und seine Unterricht von der deutschen Sprache und Poesie. In: Robert Eduard Prutz (Hrsg.): Literaturhistorisches Taschenbuch 6, 1848, S. 439–460 (Digitalisat von Google Bücher).
- Überblick der Weltgeschichte zur Anregung für das Volk geschrieben 1848. Allen Deutschen Handwerkervereinen gewidmet. Verlag August Reimann 1848.
- Adolph Schmidt’s Geschichte der Denk- und Glaubensfreiheit im ersten Jahrhundert der Kaiserherrschaft und des Christentums. (Geschrieben kurz vor der deutschen Revolution.). In: Die Grenzboten. Zeitschrift für Politik, Literatur und Kunst 7 (1848), I. Semester, II. Band, S. 117–123, 157–163 (Rezension, Digitalisat der SUUB Bremen).
- Grundriß der allgemeinen Geschichte des Handels in chronologischer Darstellung. Zum Gebrauch für Handelsschulen und zum Selbstunterricht. Arnold’sche Buchhandlung, Dresden 1852 (Digitalisat von Google Bücher).
- Die Tanzlustige. Seelengemälde. In: Lesefrüchte vom Felde der neuesten Literatur des In- und Auslandes. Band 3, 1852, S. 310–317, 324–326 (Digitalisat von Google Bücher).
- Ambrosius Dalfinger. In: Deutsches Museum. Zeitschrift für Literatur, Kunst und öffentliches Leben 10 (1855), sowie in Deutsch-Amerikanische Zeitschrift 1856.
- Lucian und Voltaire. In: Karl Gutzkow (Hrsg.): Unterhaltungen am häuslichen Herd 2, 1864, S. 666–669, 691–693, 705–708 (Digitalisat von Google Bücher).
- Entstehung der Poesie, besonders der dramatischen. In: Deutsches Museum. Zeitschrift für Literatur, Kunst und öffentliches Leben. Band 15, 1865, S. 385–393 (Digitalisat von Google Bücher).
- Hans Sachs und altdeutsches Theater. In: Dramaturgische Wochenschrift. Reform-Organ und Archiv für das gesamte deutsche Bühnenwesen 2, 1870, S. 14–16, 28 f., 38–40, 63–66 (Digitalisat von Google Bücher).
- Literarische Stoßvögel. Neue Randglossen zu Streit- und Zeitfragen. Schloemp, Leipzig 1882.